# Liste der Straßennamen von Wertheim

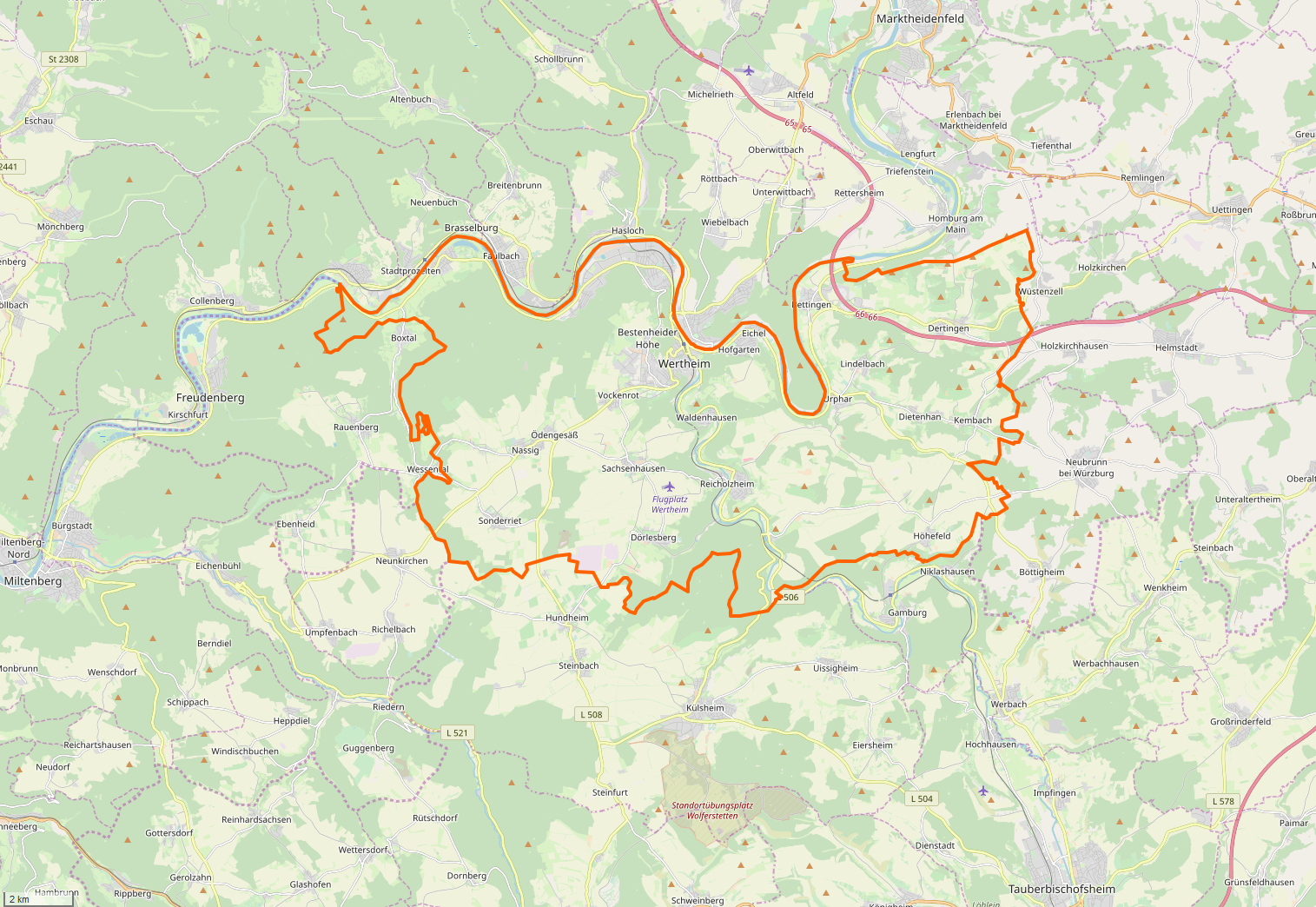
Gemeindegebiet und Lage der Stadt Wertheim

Wappen der Stadt Wertheim

Diese Liste der Straßennamen von Wertheim zeigt die Namen der aktuellen und historischen Straßen, Gassen, Wege und Plätze der Stadt Wertheim und deren Stadtteile sowie deren Namensherkunft, Namensgeber oder Bedeutung, sofern bekannt. Die Stadt Wertheim besteht aus der Kernstadt Wertheim, fünfzehn Ortschaften (Bettingen, Dertingen, Dietenhan, Dörlesberg mit dem Gehöft Ernsthof und dem Wohnplatz Ebenmühle, Grünenwört, Höhefeld mit dem Weiler Klosterhöhe sowie den Höfen Mittelhof und Wagenbuch, Kembach, Lindelbach, Mondfeld mit dem Wohnplatz Rosenmühle, Nassig mit Ödengesäß, den Weilern Im Loch und Steingasse und dem Wohnplatz Ödengesäßer Hof, Reicholzheim mit dem Weiler Bronnbach, dem Gehöft Schafhof und den Wohnplätzen Bahnstation Bronnbach, Bahnstation Reicholzheim und Teilbacher Mühle, Sachsenhausen, Sonderriet, Urphar und Waldenhausen) sowie sechs Stadtteilen (Bestenheid, Eichel/Hofgarten mit Eichel und Hofgarten, Vockenrot, Reinhardshof mit der Bestenheider Höhe und Wartberg). Im Zuge der Gebietsreform in Baden-Württemberg wurden zahlreiche Straßen umbenannt, da diese ansonsten doppelt vorgekommen wären.
Der Artikel ist Teil der übergeordneten Liste der Straßennamen im Main-Tauber-Kreis. Die Liste erhebt keinen Anspruch auf Vollständigkeit.
| Historische Straßennamen – Rad- und Wanderwege – Weblinks |

## A

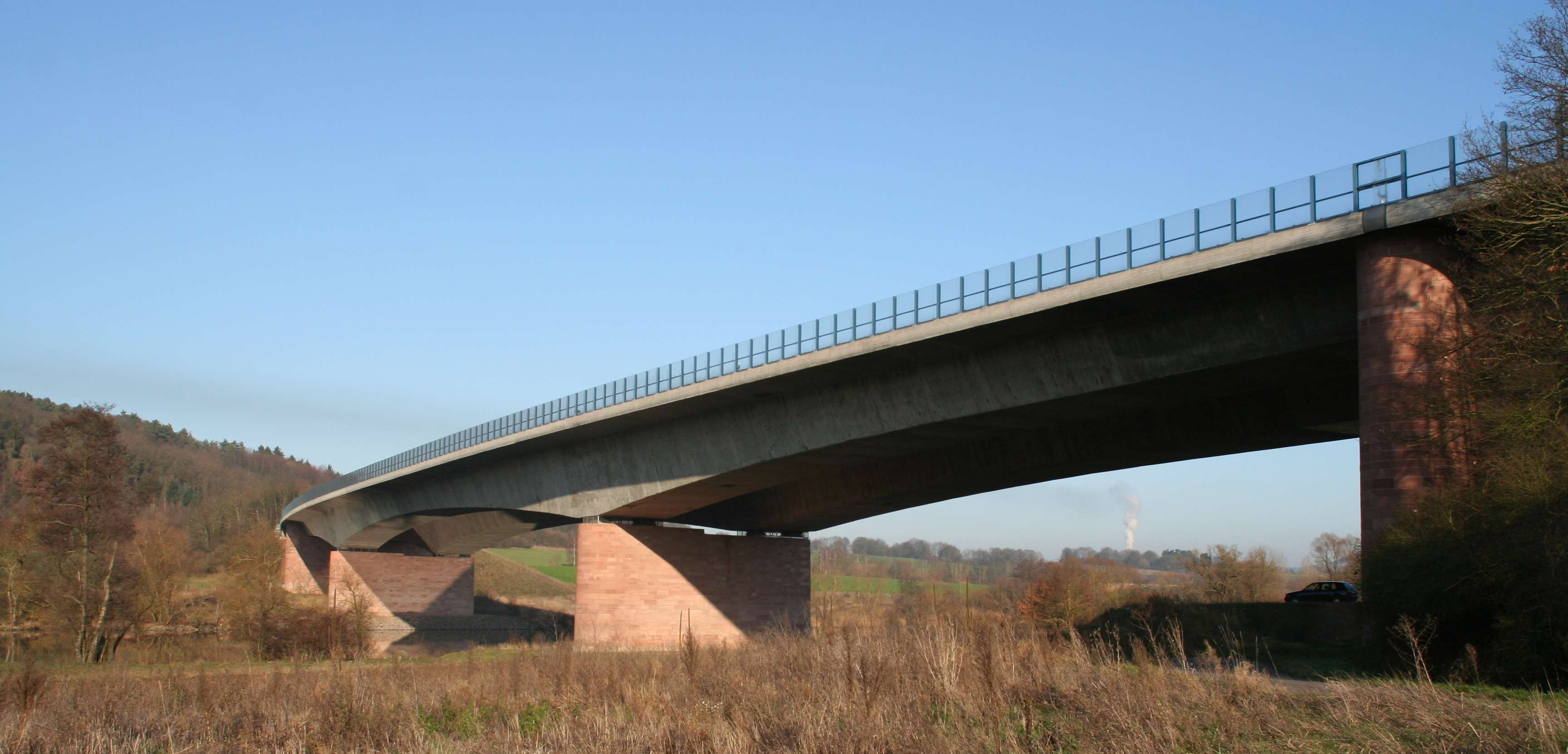
Mainbrücke Bettingen, A 3

- A 3 – ein Abschnitt der Bundesautobahn 3 verläuft durch das Wertheimer Gemeindegebiet. Beim Stadtteil Bettingen gibt es die Anschlussstelle „Wertheim / Lengfurt“ (Anschlussstelle Nr. 66 der A 3).
- Aalbachstraße – in der Ortschaft Dertingen, davor und danach als L 2310
- Ahornweg – in der Ortschaft Dertingen
- Albrecht-Thoma-Straße – in der Ortschaft Dertingen
- Alfred-Zippe-Straße – benannt nach dem Unternehmer Alfred Zippe. Dieser gründete 1920 ein Unternehmen in Haida in Nordböhmen. 1951 kam es zur Neugründung der Firma in Wertheim, die weiterhin durch den Gründer Alfred Zippe geleitet wurde.[1]
- Almosenberg – in der Ortschaft Bettingen
- Alte Heerstraße – in der Ortschaft Reicholzheim liegt diese Straße beidseitig der Tauber; sie führt über eine Tauberbrücke; nach dem Ortsausgang führt sie als K 2879 in Richtung der Wertheimer Ortschaft Sachsenhausen (wo sie als Teilbachstraße bezeichnet wird)
- Alte Römerstraße
- Alte Vockenroter Steige – von Wertheim in Richtung des Stadtteils Vockenrot.
- Alter Schießhausweg
- Am Baumgarten
- Am Berg – in der Ortschaft Dertingen
- Am Bildacker
- Am Eichamt
- Am Eicheler Eck
- Am Felder – in der Ortschaft Reicholzheim
- Am Feldergraben – in der Ortschaft Sachsenhausen
- Am Flugplatz
- Am Freiergraben
- Am Friedhof – in der Ortschaft Höhefeld, am örtlichen Friedhof
- Am Furt – in der Ortschaft Sachsenhausen
- Am Grünlingsbaum
- Am Haag – in der Ortschaft Kembach
- Am Heidweg – in der Ortschaft Kembach
- Am Junker
- Am Keßler
- Am Kirchweg – in der Ortschaft Sachsenhausen
- Am Kissel
- Am Klosterweg
- Am Kreuzeck
- Am Lindenbächlein – in der Ortschaft Lindelbach
- Am Mandelberg – in der Ortschaft Dertingen
- Am Mühlacker – in der Ortschaft Bettingen
- Am Oberen Tor – in der Ortschaft Dertingen
- Am Rain
- Am Rauenberg – in der Ortschaft Dietenhan
- Am Rechlesgraben
- Am Reinhardshof
- Am Remlinger Pfad – in der Ortschaft Bettingen
- Am Ried
- Am Schulweg – in der Ortschaft Höhefeld
- Am See – in der Ortschaft Mondfeld, am Badesee Mondfeld (auch Mondsee genannt)
- Am Sonnenhang – in der Ortschaft Dietenhan
- Am Stammholz
- Am Tannenberg
- Am Trieb
- Am Waldeck – in der Ortschaft Dörlesberg
- Am Wartberg
- Am Weißdorn – in der Ortschaft Bettingen
- Am Weißen Stein – in der Ortschaft Dertingen
- Amselweg
- An den Christwiesen
- An den Staudenwiesen
- An der Klinge – in der Ortschaft Dertingen
- An der Linde – in der Ortschaft Lindelbach
- An der Schule – in der Ortschaft Dörlesberg
- Andreas-Fries-Straße
- Angelstraße – in der Ortschaft Sachsenhausen – in der Ortschaft Sachsenhausen (siehe auch die Mittlere Angelgasse und die Obere Angelgasse, jeweils in Sachsenhausen); die Angelstraße führt nach dem Ortsausgang als K 2829 in Richtung der Wertheimer Ortschaft Dörlesberg
- Anschlussstelle Wertheim/Lengfurt  – Autobahnanschlussstelle der A 3 auf der Gemarkung der Wertheimer Ortschaft Bettingen
- Auf der Höhe

## B

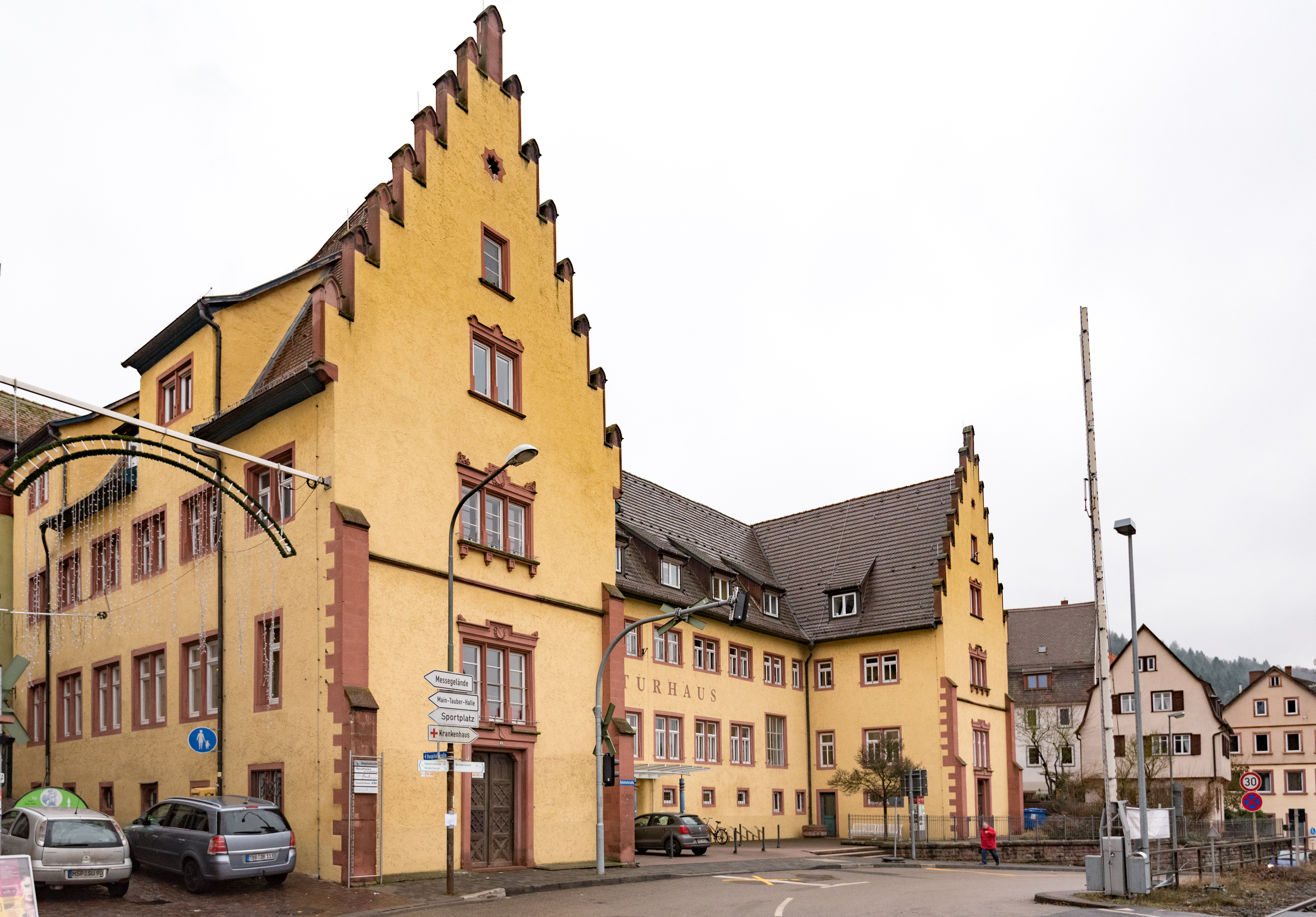
Ehemaliges Hospital, zeitweise Rathaus, heute Kulturhaus,
Bahnhofstraße 1

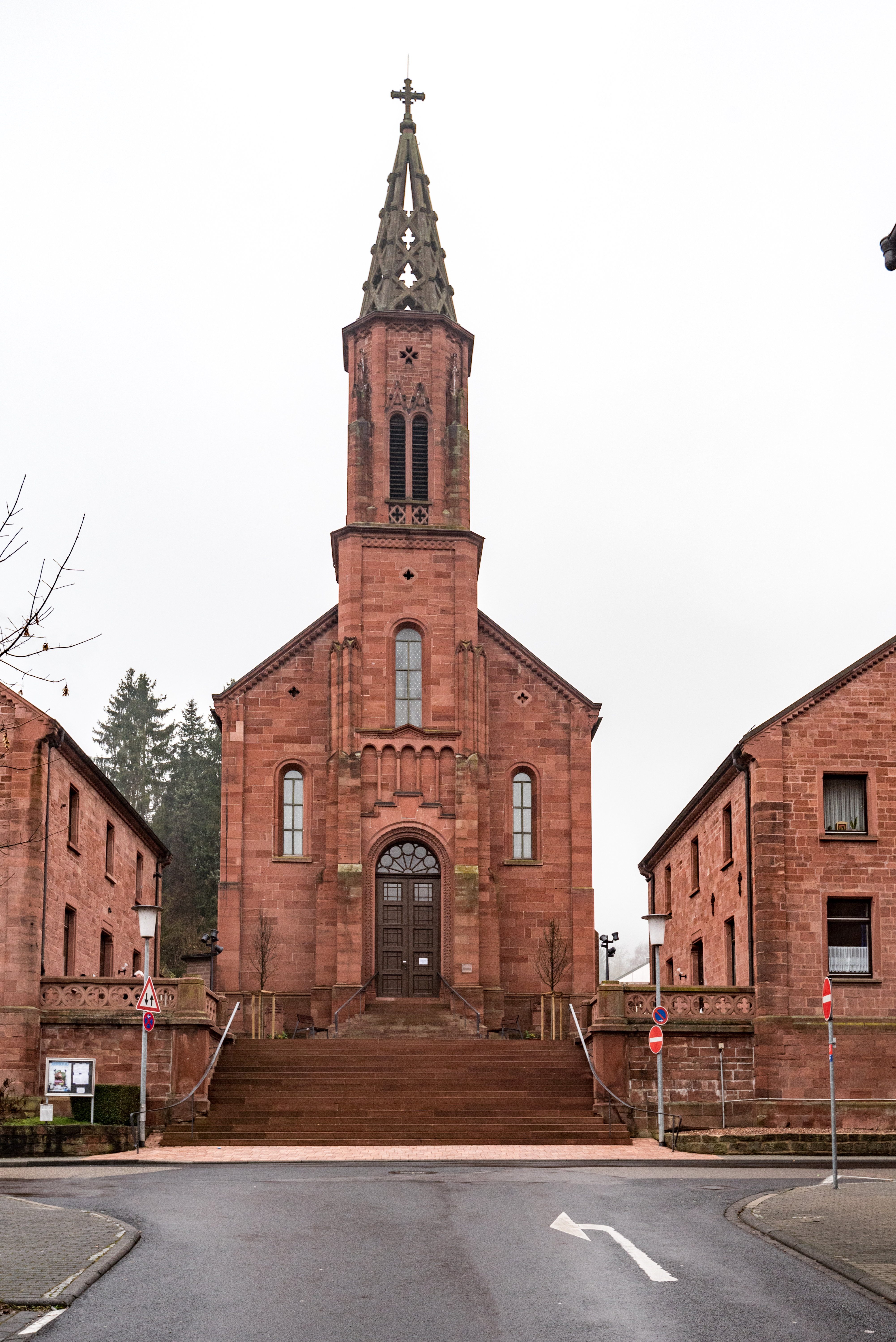
Ehemalige Schule, heute Mesnerhaus (Bismarckstraße 3), katholische Kirche St. Venantius (Bismarckstraße 3a) und Pfarrhaus (Bismarckstraße 5)

- Bachstraße – in der Ortschaft Urphar, parallel zum vorbeifließenden Kembach, der bei Urphar von links in den Main mündet
- Bahnhofstraße – im Bereich des Wertheimer Bahnhofs.
- Baumweg – in der Ortschaft Dörlesberg
- Bergstraße – in der Ortschaft Grünenwört
- Berliner Ring
- Bestenheider Höhenweg – zwischen dem Stadtteil Bestenheid und dem Wohnplatz Bestenheider Höhe
- Bestenheider Landstraße
- Bettelgasse – in der Ortschaft Sachsenhausen
- Bettinger Weg – in der Ortschaft Lindelbach
- Bildäcker – in der Ortschaft Mondfeld
- Bildweg – in der Ortschaft Bettingen
- Birkenweg – in der Ortschaft Dertingen
- Bismarckstraße
- Blättleinsäcker – in der Ortschaft Bettingen
- Bleichwiesenweg – in der Ortschaft Dertingen
- Blumenstraße – in der Ortschaft Kembach
- Boxtaler Weg
- Bräunlesweg
- Brehmenweg – in der Ortschaft Lindelbach
- Breiter Weg – in der Ortschaft Dörlesberg
- Breitgewann – in der Ortschaft Mondfeld
- Breslauer Straße
- Brombergstraße
- Brüchertsweg
- Brückengasse
- Brummgasse
- Brunneneck – in der Ortschaft Mondfeld
- Brunnengasse
- Brunngärtenweg
- Brunngasse
- Brunnweg – in der Ortschaft Urphar
- Buschweg – in der Ortschaft Urphar

## C
- Carl-Jacob-Kolb-Weg
- Carl-Roth-Straße
- Carl-Wibel-Straße
- Caspar-Merian-Straße – benannt nach dem deutschen Kupferstecher Caspar Merian.
- Charles-de-Gaulle-Straße
- Conrad-Wellin-Straße

## D
- Danziger Straße
- Dertinger Weg – in der Ortschaft Bettingen
- Dietenhaner Straße – in der Ortschaft Urphar, nach dem Ortsausgang als K 2878 in Richtung der Wertheimer Ortschaft Dietenhan
- Diptamweg – in der Ortschaft Dertingen
- Dorfäcker – in der Ortschaft Mondfeld
- Dorfgrabenweg – in der Ortschaft Dertingen
- Dorfstraße
- Dr.-Hübsch-Straße
- Dr.-Johannes-Löber-Straße – am Wohnplatz Bestenheider Höhe
- Dr.-Neuber-Straße
- Dr.-Wilhelm-Monz-Straße – in der Ortschaft Mondfeld
- Drosselweg

## E

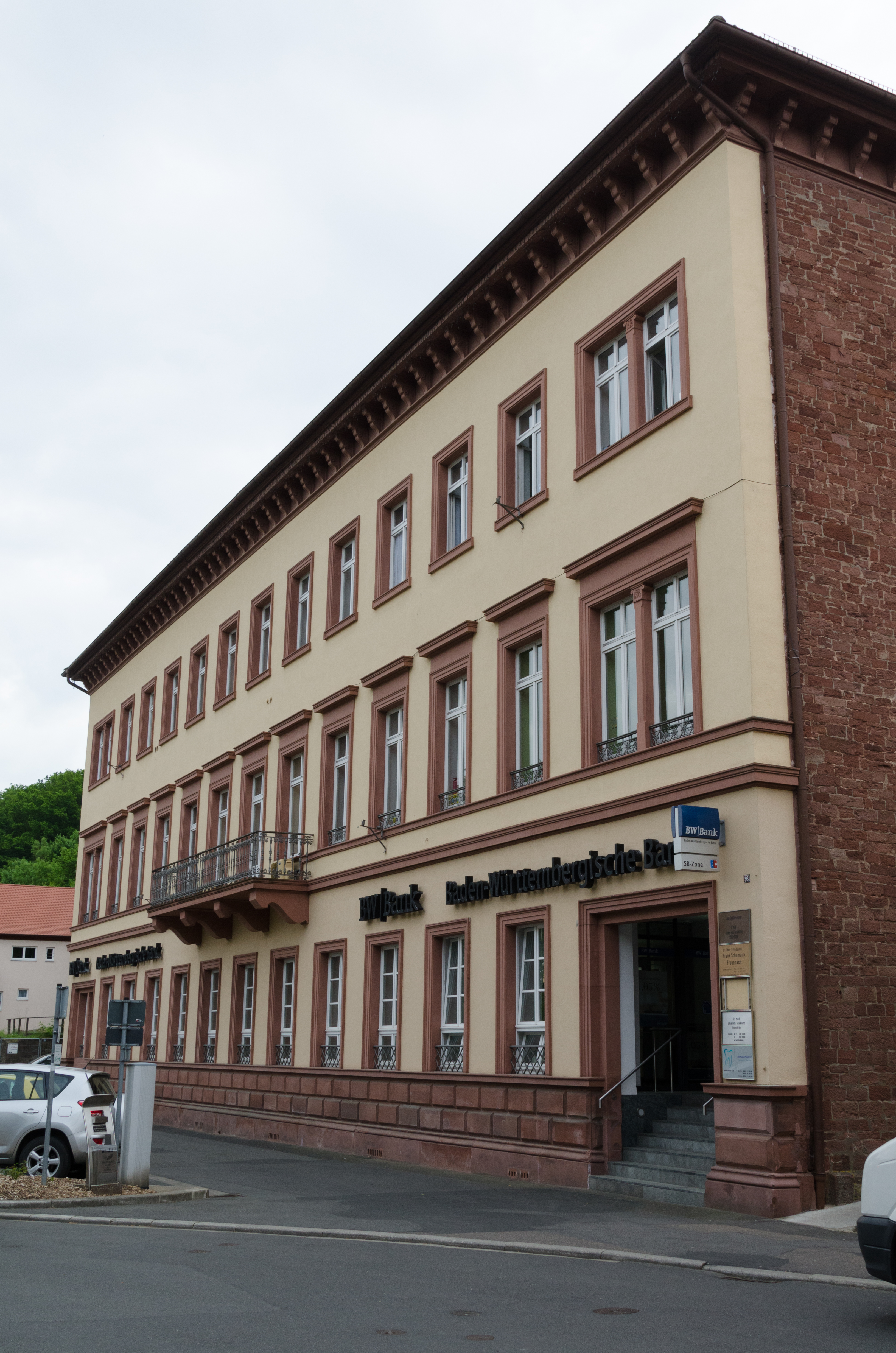
Ehem. Löwensteiner Hof, Eichelgasse 56

- Ebenrainstraße – in der Ortschaft Lindelbach
- Echterstraße
- Eicheler Höhenweg
- Eichelgasse
- Eichelsetz
- Eichelsteige
- Eichendorffstraße
- Eichsgrundsiedlung
- Einfahrt für Rettungsfahrzeuge
- Engelsgasse – in der Ortschaft Sachsenhausen
- Erlenstraße
- Ernst-Abbe-Straße
- Ernsthof
- Ernsthofsiedlung
- Europaweg – in der Ortschaft Mondfeld

## F
- Fährgasse

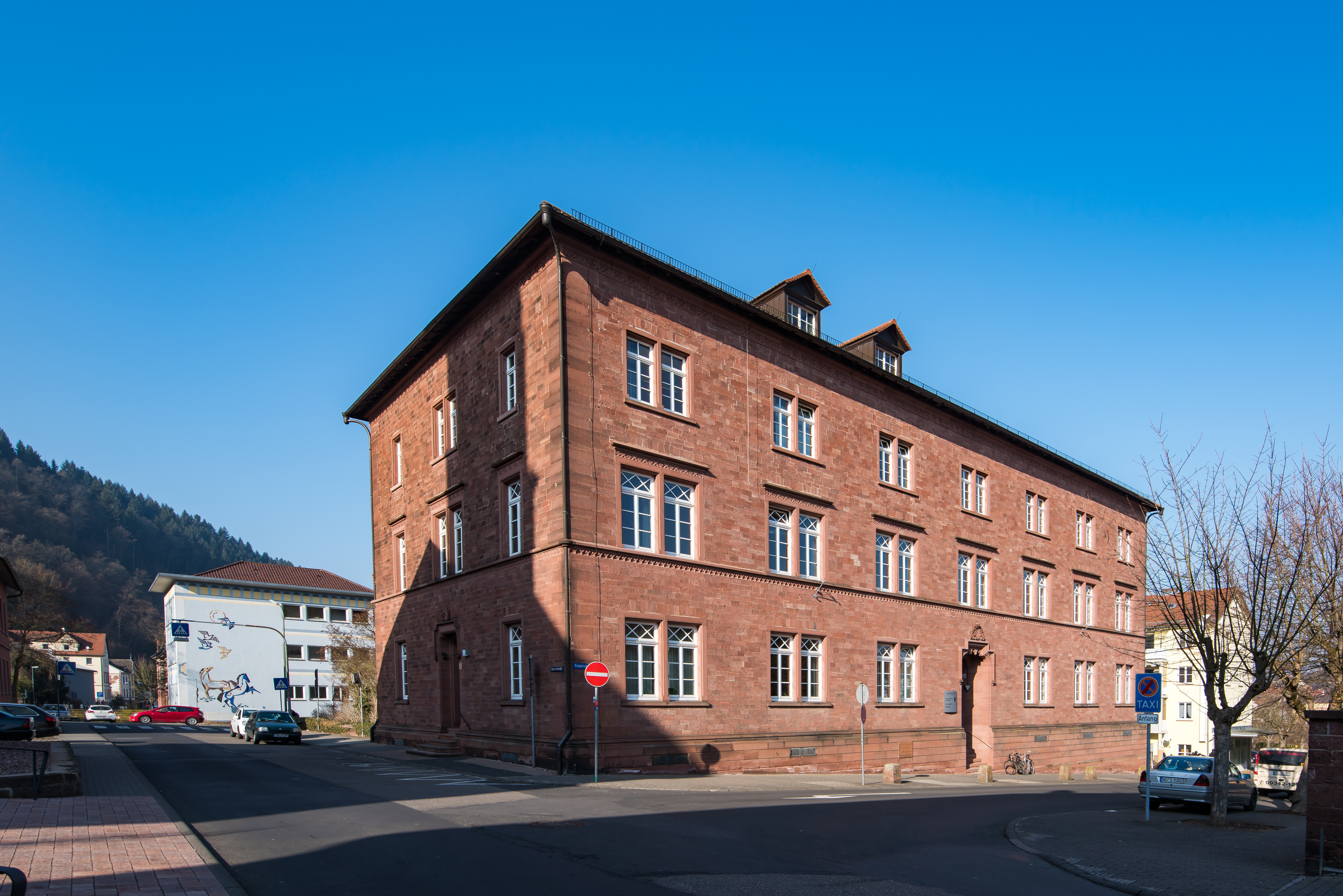
Amtsgericht Wertheim, Friedrichstraße 6

- Falkenstraße – in der Ortschaft Dörlesberg
- Felderstraße – in der Ortschaft Dörlesberg
- Felsenweg – in der Ortschaft Urphar
- Ferdinand-Friedrich-Straße
- Ferdinand-Hotz-Straße
- Finkenweg
- Fischergasse
- Föhlischstraße
- Forrest-E.-Peden-Ring
- Frankenplatz
- Frankensteiner Straße
- Frauenschuhweg – in der Ortschaft Dertingen
- Friedenweg
- Friedhofweg – in der Ortschaft Reicholzheim, zum örtlichen Friedhof
- Friedleinsgasse
- Friedrichstraße
- Frohnhofweg
- Futtererstraße – in der Ortschaft Mondfeld

## G
- Gamburger Weg – in der Ortschaft Höhefeld, in Richtung des Werbacher Ortsteils Gamburg
- Gassenhäuser
- Geiergasse
- Geiselbrunnweg – in der Ortschaft Bettingen
- Geißbergstraße – in der Ortschaft Reicholzheim
- Georg-Feuerstein-Straße
- Gerbergasse
- Gereutweg – in der Ortschaft Urphar
- Gerhart-Hauptmann-Straße
- Gerlesgasse – in der Ortschaft Reicholzheim
- Gleiwitzer Straße
- Godmanchesterring – am Wohnplatz Bestenheider Höhe. Mit Godmanchester (Vereinigtes Königreich) besteht seit 1981 eine Städtepartnerschaft.
- Götzenberg – in der Ortschaft Höhefeld
- Grabenstraße
- Grübenweg – in der Ortschaft Bettingen
- Grundweg
- Gubbiostraße – am Wohnplatz Bestenheider Höhe. Mit Gubbio (Italien) besteht seit 2006 eine Städtepartnerschaft. Zuvor bestand bereits von 1980 bis 2006 eine Städtefreundschaft.
- Gustav-Freytag-Straße
- Gustav-Rommel-Straße – in der Ortschaft Urphar
- Gyula-Horn-Straße

## H

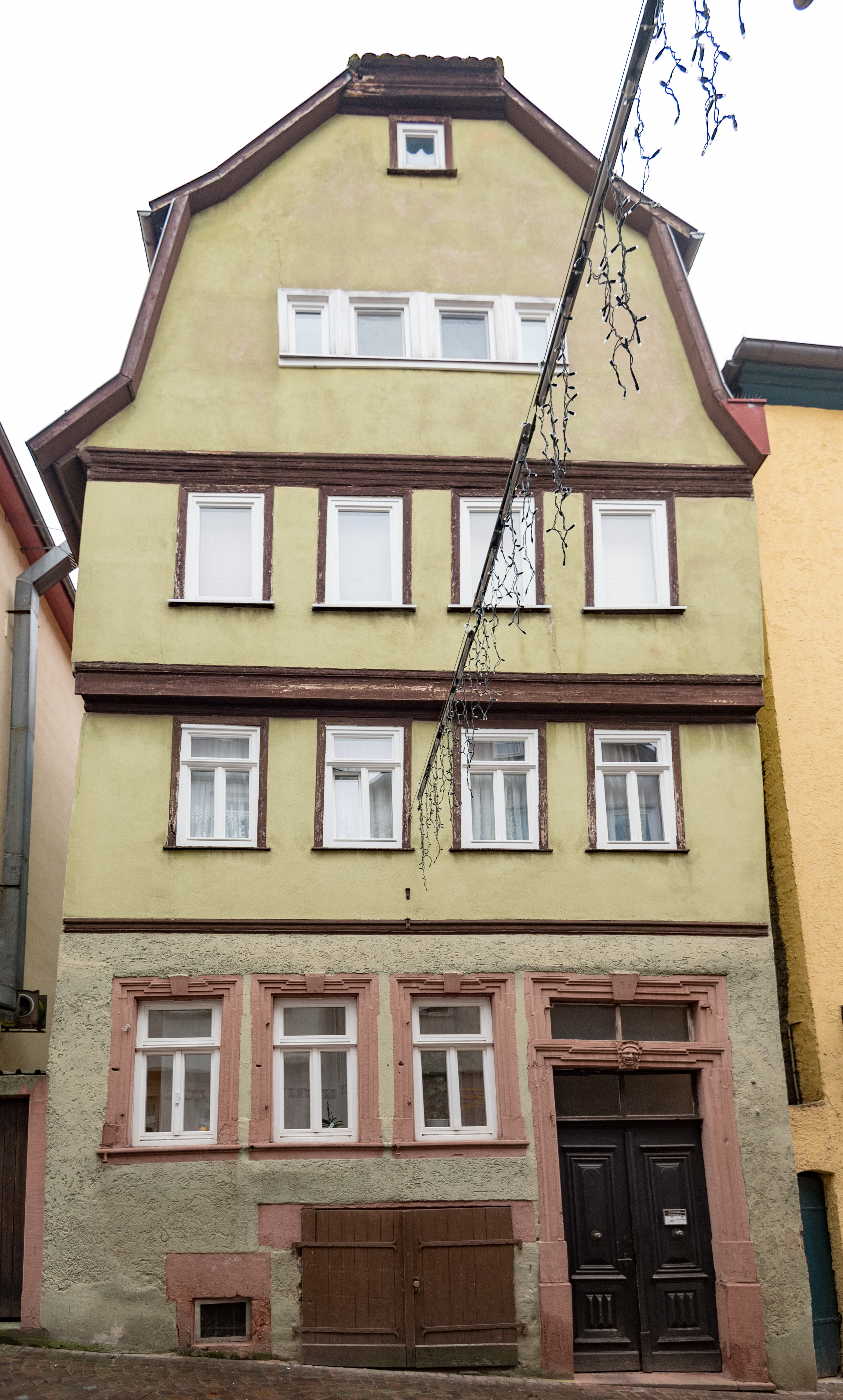
Ehem. Armenhaus, Hospitalstraße 2

- Haagzaun – in der Ortschaft Mondfeld
- Hafenstraße
- Haidhof
- Halbrunnenweg
- Hämmelsgasse
- Hannes-Greiner-Straße
- Hans-Bardon-Straße
- Haslocher Weg
- Hauptring – in der Ortschaft Höhefeld
- Hauptstraße – in der Ortschaft Bettingen
- Heegstraße – in der Ortschaft Dörlesberg
- Heinrich-Geißler-Straße
- Hintere Dorfstraße – in der Ortschaft Bettingen
- Hirtenhäuslein – in der Ortschaft Bettingen
- Hirtenweg – in der Ortschaft Mondfeld
- Hofäckerstraße
- Hofgartenstraße
- Höfleinsweg
- Hofstraße
- Höhefelder Straße – in der Ortschaft Kembach, nach dem Ortsausgang als K 2825 in Richtung der Wertheimer Ortschaft Höhefeld
- Höhenweg – in der Ortschaft Grünenwört
- Holunderweg – in der Ortschaft Bettingen
- Holzkirchhäuser Straße – in der Ortschaft Kembach, in Richtung Holzkirchhausen (einem Ortsteil der Gemeinde Helmstadt im unterfränkischen Landkreis Würzburg)
- Hölzleinweg – in der Ortschaft Dietenhan
- Homburger Weg – in der Ortschaft Bettingen
- Hospitalstraße
- Hotelstraße – in der Ortschaft Bettingen
- Hundheimer Straße – in der Ortschaft Dörlesberg; nach dem Ortsausgang als K 2829 in Richtung des Külsheimer Stadtteils Hundheim
- Huntingdonring – am Wohnplatz Bestenheider Höhe. Mit Huntingdon (Vereinigtes Königreich) besteht seit 1981 eine Städtepartnerschaft.
- Hüttenweg
- Hymerring – in der Ortschaft Bettingen

## I
- Im Eck – in der Ortschaft Reicholzheim
- Im Feldtor – in der Ortschaft Lindelbach
- Im Rainfeld – in der Ortschaft Grünenwört
- Im Roth – in der Ortschaft Urphar
- Im Steinig – in der Ortschaft Dörlesberg
- Im Steppbach – in der Ortschaft Reicholzheim, im Steppbachtal, einem rechten Zufluss der Tauber
- Im Tal
- In den Nassen – in der Ortschaft Grünenwört
- In der Hofstatt – in der Ortschaft Reicholzheim

## J
- Jägerstraße – in der Ortschaft Mondfeld
- Jahnstraße – in der Ortschaft Mondfeld
- Johannes-Kerer-Straße – benannt nach Johannes Kerer, einem Universitätslehrer, Münsterpfarrer in Freiburg und Weihbischof in Augsburg.
- Johannes-Rau-Straße – benannt nach Johannes Rau, dem 8. Bundespräsident der Bundesrepublik Deutschland.
- John-F.-Kennedy-Straße – benannt nach John F. Kennedy, dem 35. Präsident der Vereinigten Staaten von Amerika.

## K

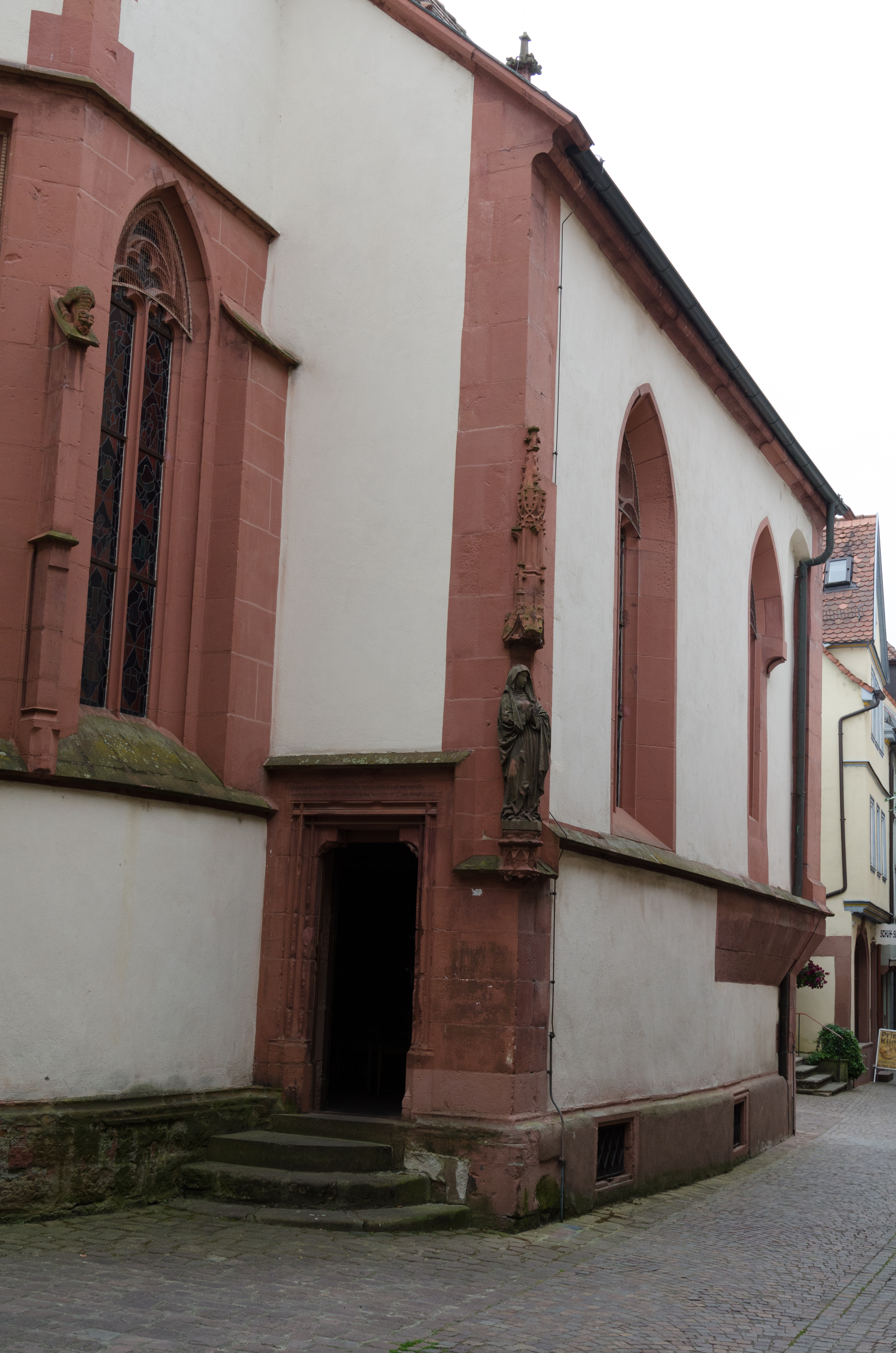
Marienkapelle, Kapellengasse 3

- K 2822 – in Bronnbach
- K 2823 – in Höhefeld
- K 2825 – in Dertingen und Kembach
- K 2826 – in Lindelbach und Urphar
- K 2827 – in Waldenhausen
- K 2829 – in Vockenrot, Sachsenhausen und Dörlesberg
- K 2830 – in Sonderriet
- K 2878 – in Urphar, Dietenhan und Kembach
- K 2879 – in Nassig, Sachsenhausen und Reicholzheim
- Kaiseräckerstraße – in der Ortschaft Bettingen
- Kapellengasse
- Karl-Bär-Straße – benannt nach Karl Bär, einem Stadtpfarrer und Ehrenbürger von Wertheim.
- Karl-Carstens-Straße – benannt nach Karl Carstens, dem 5. Bundespräsident der Bundesrepublik Deutschland.
- Karl-Kirchner-Straße – in der Ortschaft Grünenwört
- Karl-Leiss-Straße
- Karl-Mossemann-Straße – in der Ortschaft Sachsenhausen
- Karlsbader Straße
- Kaspar-Mattern-Straße – in der Ortschaft Sachsenhausen
- Kellriesenstraße – in der Ortschaft Urphar
- Keltergasse – in der Ortschaft Reicholzheim
- Kembacher Straße – in der Ortschaft Dietenhan, nach dem Ortsausgang als K 2879 in Richtung der Wertheimer Ortschaft Kembach (wo sie als Kembachtalstraße bezeichnet wird)
- Kembacher Weg
- Kembachtalstraße – in der Ortschaft Kembach als Ortsdurchgangsstraße im Kembachtal; vor und nach dem Ort als K 2878
- Kennwerweg – in der Ortschaft Urphar
- Keplerstraße – in der Ortschaft Mondfeld, benannt nach Johannes Kepler
- Kiesweg
- Kilianstraße – in der Ortschaft Reicholzheim
- Killesgasse
- Kirchäckerstraße
- Kirchgasse
- Kirchgrabenweg
- Kirschgartenstraße – in der Ortschaft Lindelbach
- Kleiner Weg
- Klingenhub
- Klingenweg – in der Ortschaft Grünenwört
- Klosterbrunnen – in der Ortschaft Höhefeld
- Klostergasse – in der Ortschaft Sachsenhausen
- Knackenberg
- Kochshecke
- Königsberger Straße
- Konrad-Adenauer-Straße – benannt nach Konrad Adenauer, dem ersten Bundeskanzler der Bundesrepublik Deutschland.
- Kurt-Lutz-Straße

## L

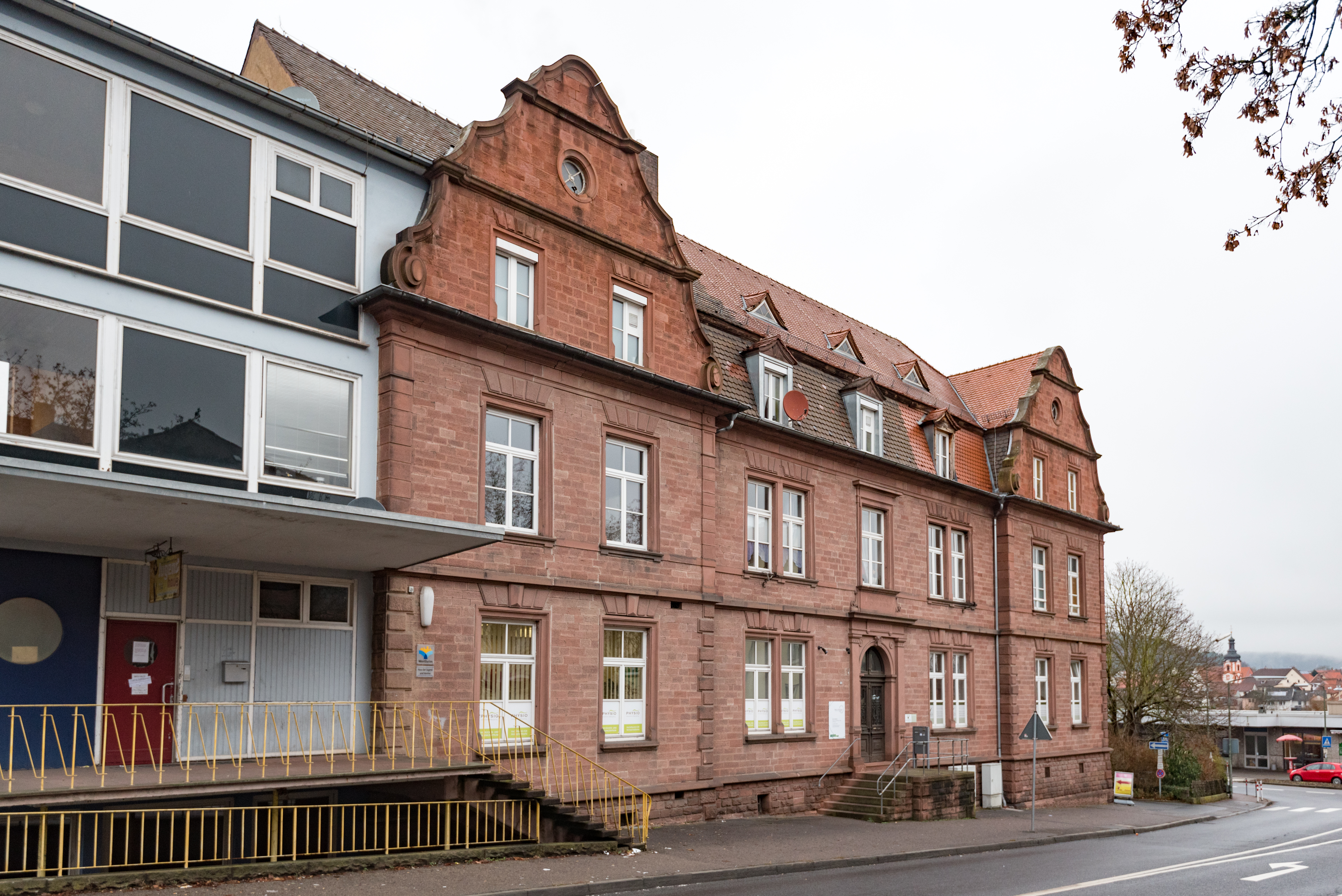
Luisenschule, Luisenstraße 2

- L 506 – in Wertheim, Waldenhausen, Reicholzheim und Bronnbach
- L 507 – in Nassig
- L 508 – in Wertheim und Vockenrot
- L 509 – in Bronnbach
- L 617 – in Bettingen
- L 2310 – in Mondfeld, Bestenheid, Wertheim, Hofgarten, Eichel, Bettingen und Dertingen
- Lange Bäun – in der Ortschaft Sachsenhausen
- Lange Straße – in der Ortschaft Grünenwört
- Langer Rain
- Lehmgrubenweg
- Leitenrainweg – in der Ortschaft Urphar
- Leonhard-Karl-Straße
- Leonhardsweg – in der Ortschaft Sachsenhausen
- Lerchenstraße – in der Ortschaft Sachsenhausen
- Liebespfad
- Liegnitzer Straße
- Lindelbacher Straße – zwischen den Ortschaften Dertingen und Lindelbach
- Lindenstraße
- Linke Tauberstraße
- Liselotte-Gebhard-Weg
- Lochholz – in der Ortschaft Urphar
- Ludwig-Erhard-Straße – benannt nach Ludwig Erhard, dem Vater des „deutschen Wirtschaftswunders“ und des als Soziale Marktwirtschaft gekennzeichneten Wirtschaftssystems der Bundesrepublik Deutschland. Außerdem war er der zweite Bundeskanzler der Bundesrepublik Deutschland.
- Luisenstraße

## M
- Mainbrücke Bettingen – im Stadtteil Bettingen, Autobahnbrücke der A 3 über den Main
- Mainbrücke Wertheim
- Maingasse
- Mainhoststraße – in der Ortschaft Dörlesberg
- Mainplatz
- Maintalstraße – in den Wertheimer Ortschaften Urphar und Mondfeld; entlang des Mains (auch als L 2310 bezeichnet)
- Mainzer Linie – in der Ortschaft Mondfeld
- Marienbader Straße
- Marktplatz
- Martin-Schlör-Straße – in der Ortschaft Reicholzheim
- Max-Ernst-Straße – am Wohnplatz Bestenheider Höhe
- MAXI Autohof Wertheim – im Stadtteil Bettingen, Autohof an der A 3
- Meisenstraße – in der Ortschaft Sachsenhausen
- Miltenberger Straße
- Mittlere Angelgasse – in der Ortschaft Sachsenhausen (siehe auch die Angelstraße und die Obere Angelgasse, jeweils in Sachsenhausen)
- Mittlere Dorfstraße – in den Ortschaften Urphar und Lindelbach, als Ortsverbindungsstraße und Durchgangsstraße in Lindelbach
- Mittlere Flur
- Mohnstraße – in der Ortschaft Mondfeld
- Mühlbachstraße – in der Ortschaft Dertingen
- Mühlensteige
- Mühlenstraße
- Mühlenweg
- Mühlgasse – in der Ortschaft Bettingen
- Mühlwörthweg
- Münzgasse

## N
- Nassiger Straße
- Nebenmaingasse
- Nebenneugasse
- Nebenrittergasse
- Nebenzollgasse
- Neue Vockenroter Steige

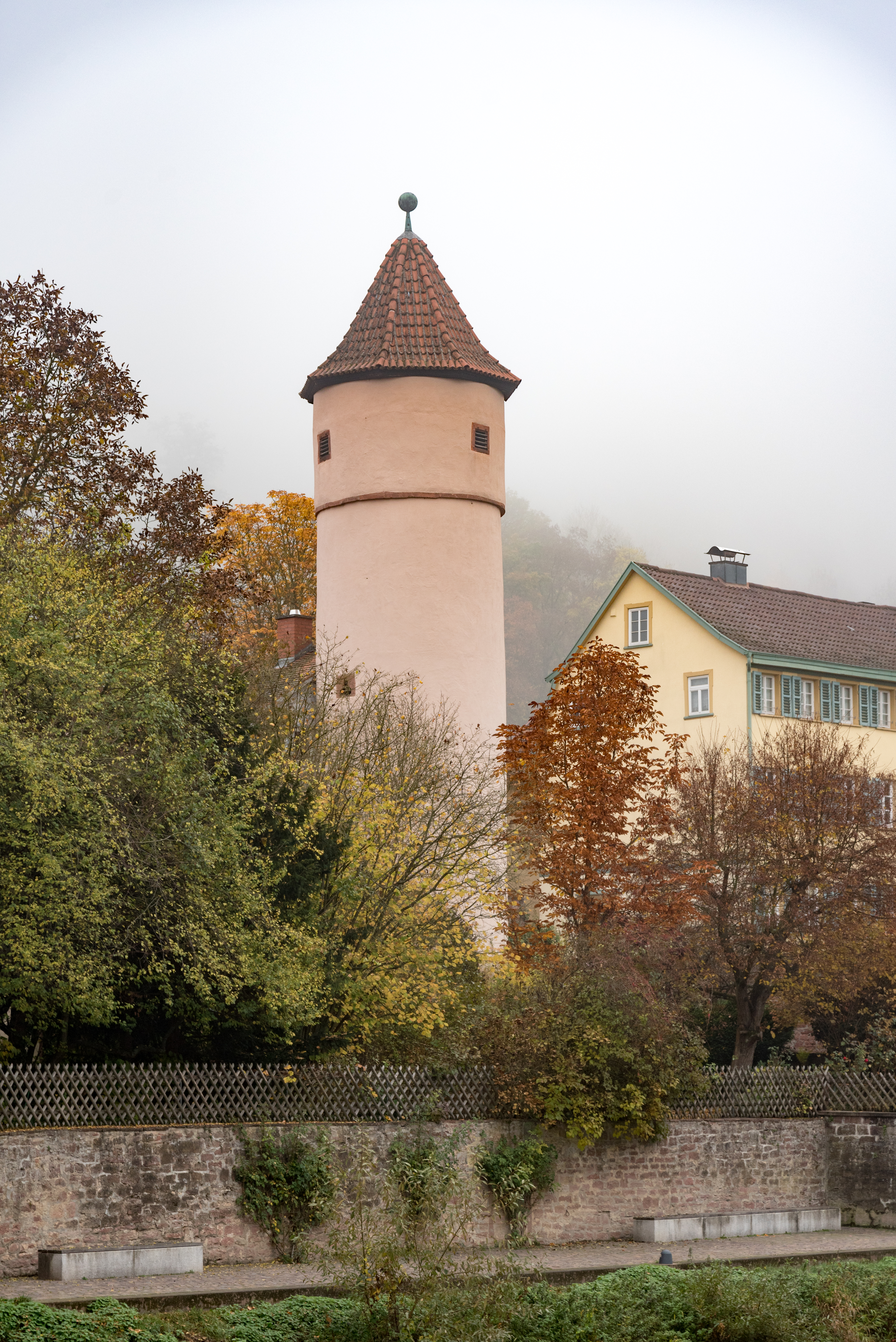
Faulturm bzw. Kittsteinturm, auch Roter Turm mit Faultor bzw. Kittsteintor, Nebenrittergasse 8

- Neuer Weg – in der Ortschaft Urphar
- Neugasse
- Neuhof
- Neuplatz
- Nibelungenstraße – in der Ortschaft Mondfeld

## O
- Obere Angelgasse – in der Ortschaft Sachsenhausen – in der Ortschaft Sachsenhausen (siehe auch die Angelstraße und die Mittlere Angelgasse, jeweils in Sachsenhausen)
- Obere Bäun
- Obere Grüben – in der Ortschaft Bettingen
- Obere Heeg
- Obere Leberklinge
- Obere Straße – in der Ortschaft Dertingen
- Oberer Haag
- Oberer Neuberg
- Oberer Wall – in der Ortschaft Dertingen
- Ödengesäß
- Odenwaldbrücke – nach dem Mittelgebirge Odenwald benannt
- Odenwaldstraße – nach dem Mittelgebirge Odenwald benannt
- Otto-Schott-Straße

## P
- Packhofstraße
- Parkweg
- Paulusgasse – in der Ortschaft Lindelbach
- Pfarrgasse
- Poststraße

## Q
- Quellenstraße – in der Ortschaft Grünenwört

## R
- Radweg

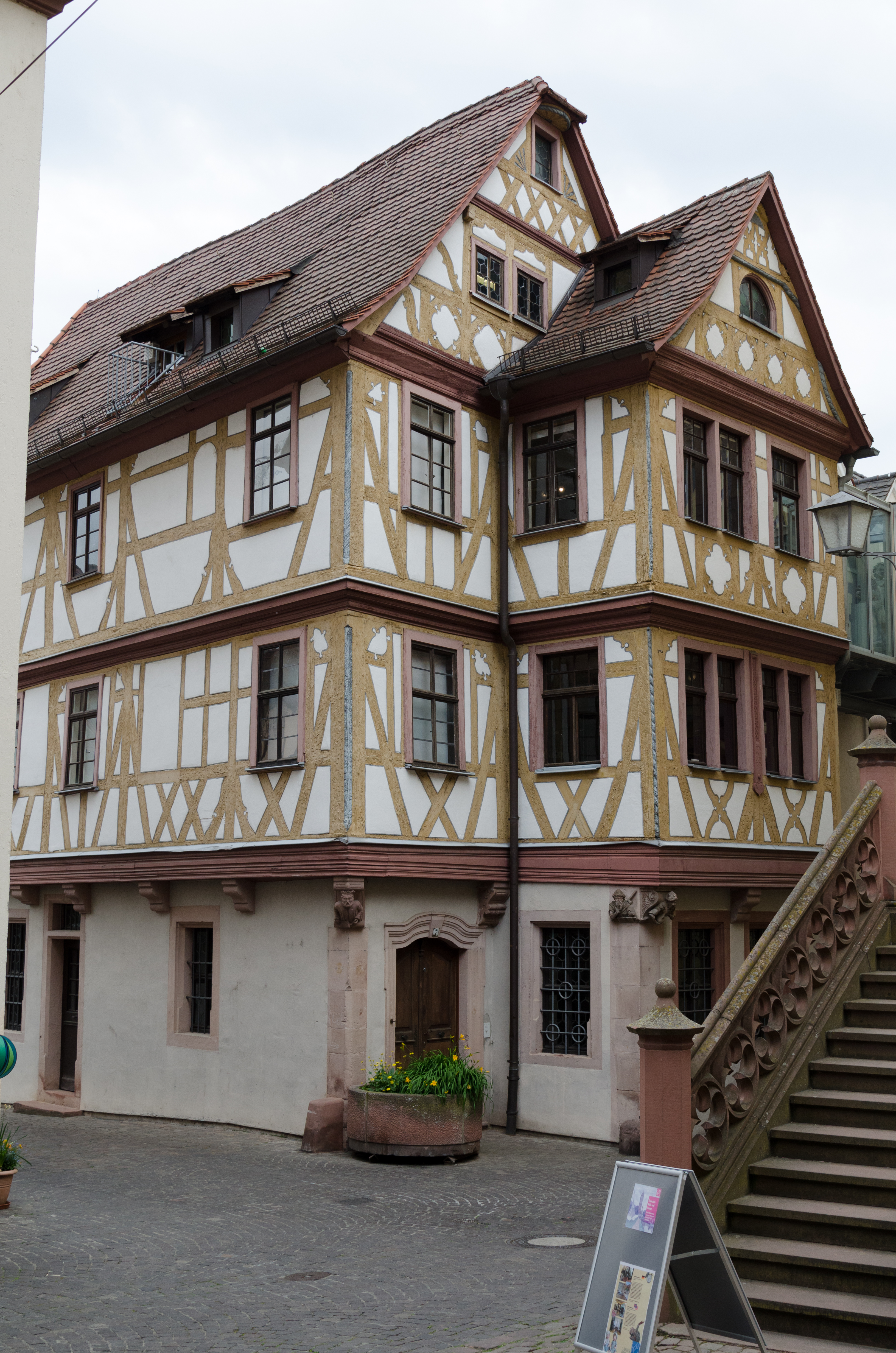
Sogenanntes „Haus der vier Gekrönten“, heute Grafschaftsmuseum Wertheim und Otto-Modersohn-Kabinett, Rathausgasse 7

- Radweg Liebliches Taubertal – auch: Taubertalradweg
- Rainbachstraße – in der Ortschaft Grünenwört
- Rainwiesen
- Rathausbrücke
- Rathausgasse
- Rechte Tauberstraße
- Reichenäcker
- Reichenberger Straße
- Reinhardswiesen
- Renztalstraße – in der Ortschaft Dertingen
- Rhönstraße
- Richolfstraße – in der Ortschaft Reicholzheim
- Riemenschneiderstraße – in der Ortschaft Mondfeld
- Ringstraße – in der Ortschaft Mondfeld
- Rittergasse
- Robert-Bunsen-Weg
- Römerstiege
- Rosenmühle
- Rosenweg – in der Ortschaft Bettingen
- Roter Sand
- Rötestraße – in der Ortschaft Lindelbach
- Rotkreuzstraße – zwischen dem Wohnplatz Bestenheider Höhe und dem Stadtteil Reinhardshof; an der Straße liegt die Rotkreuzklinik Wertheim
- Rüdenholzweg
- Rudolf-Brand-Straße – am Wohnplatz Bestenheider Höhe
- Rütleinsweg – in der Ortschaft Urphar

## S
- Sachsenhäuser Straße

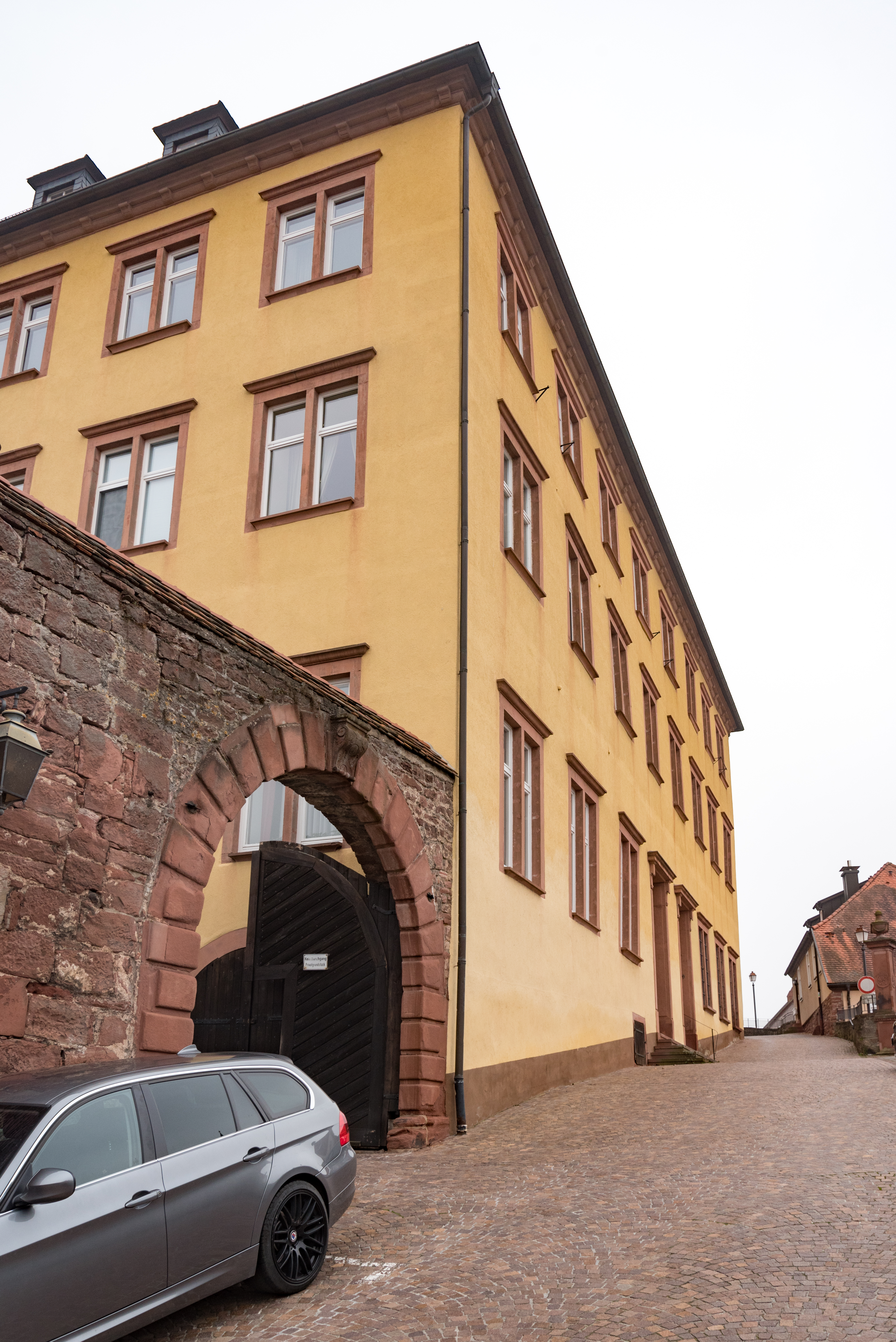
Ehem. Freudenbergsche Hofhaltung oder Kemenate, heute Fürstlich Löwenstein-Wertheim-Freudenbergsches Verwaltung,
Schlossgasse 9

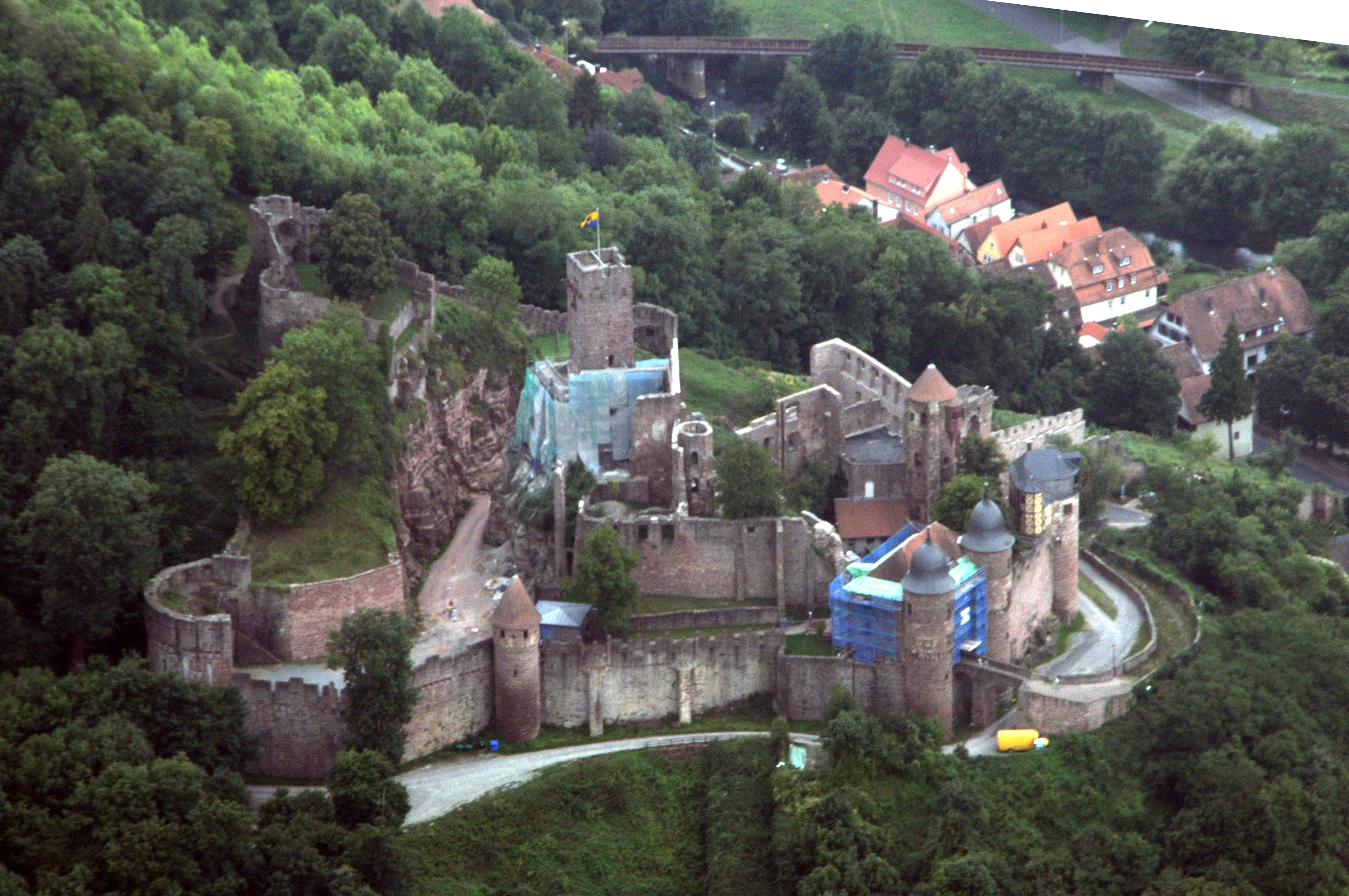
Burg Wertheim,
Schlossgasse 11

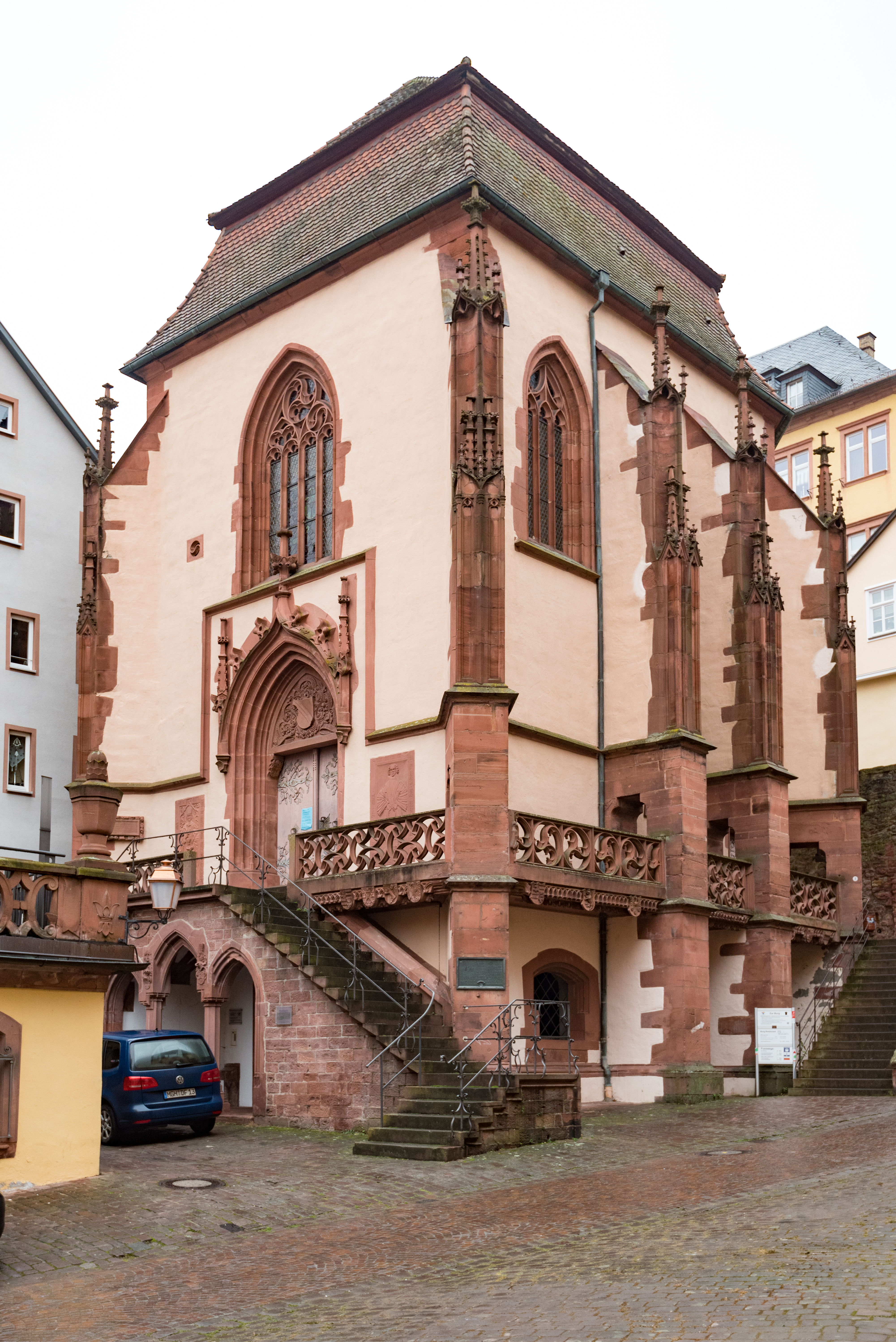
Ehem. Kilianskapelle, heute Altertumsmuseum, Schulgasse 1

- Salon-de-Provence-Ring – mit der Stadt Salon-de-Provence in Frankreich besteht seit 1964 eine Städtepartnerschaft.
- Sandweg – in der Ortschaft Mondfeld
- Satzenbergstraße – in der Ortschaft Reicholzheim
- Scheffelstraße – in der Ortschaft Reicholzheim
- Schillstraße – in der Ortschaft Reicholzheim
- Schlehenweg – in der Ortschaft Bettingen
- Schloßgasse
- Schmiedsgasse – in der Ortschaft Sachsenhausen
- Schönebergstraße – in der Ortschaft Lindelbach
- Schulgasse
- Schützenstraße
- Schwarzwaldstraße
- Schwiebogen
- Seewiesenweg – in der Ortschaft Sachsenhausen
- Sonnenbergstraße – in der Ortschaft Kembach, zum Wohnplatz Sonnenberg
- Sonnenstraße – in der Ortschaft Dörlesberg
- Spechtstraße – in der Ortschaft Grünenwört
- Spessartblick – in der Ortschaft Lindelbach
- Spessartbrücke
- Spessartstraße
- Spieläcker – in der Ortschaft Mondfeld
- Spielplatzweg – in der Ortschaft Dietenhan
- Sportplatzstraße – in der Ortschaft Grünenwört, am örtlichen Sportplatz
- St.-Georg-Straße – in der Ortschaft Reicholzheim
- St.-Urban-Straße – in der Ortschaft Reicholzheim
- Steigäckerstraße
- Steige
- Steiggärten – in der Ortschaft Reicholzheim
- Steinbruchsweg – in der Ortschaft Grünenwört
- Steinbuschstraße – in der Ortschaft Lindelbach
- Steingasse
- Steinigte Äcker – in der Ortschaft Bettingen
- Steinigtweg – in der Ortschaft Höhefeld
- Steinwiesenweg
- Stettiner Straße
- Stichelweg – in der Ortschaft Reicholzheim
- Stiegelgasse – in der Ortschaft Dietenhan
- Strüthweg – in der Ortschaft Höhefeld
- Sudetenstraße – nach der Vertreibung der Deutschen aus der Tschechoslowakei ließen sich zahlreiche sudetendeutsche Familien in der Region nieder

## T
- Talblick
- Talweg
- Tannenstraße – in der Ortschaft Dörlesberg
- Tauber-Promenade
- Tauberbrücke
- Taubergasse
- Taunusstraße
- Teilbachstraße – in der Ortschaft Sachsenhausen; dort beginnt der Teilbach, ein linker Zufluss der Tauber; nach dem Ortsausgang von Sachsenhausen führt die Teilbachstraße als K 2879 in Richtung der Wertheimer Ortschaft Reicholzheim (wo sie als Alte Heerstraße bezeichnet wird)
- Theodor-Heuss-Straße
- Tiefentaler Weg
- Tiefer Weg
- Tränkgasse – in der Ortschaft Bettingen

## U
- Uihleinstraße
- Ulmenweg
- Untere Dorfstraße – in der Ortschaft Lindelbach
- Untere Dorfwiesen – in der Ortschaft Höhefeld
- Untere Gasse
- Untere Heeg
- Untere Leberklinge
- Untere Steige – in der Ortschaft Mondfeld
- Unterer Sand – in der Ortschaft Mondfeld
- Unterm Kapf – in der Ortschaft Dertingen
- Unterm Neuberg
- Urpharer Weg – in der Ortschaft Dietenhan

## V
- Vaitsgasse
- Venantius-Arnold-Straße

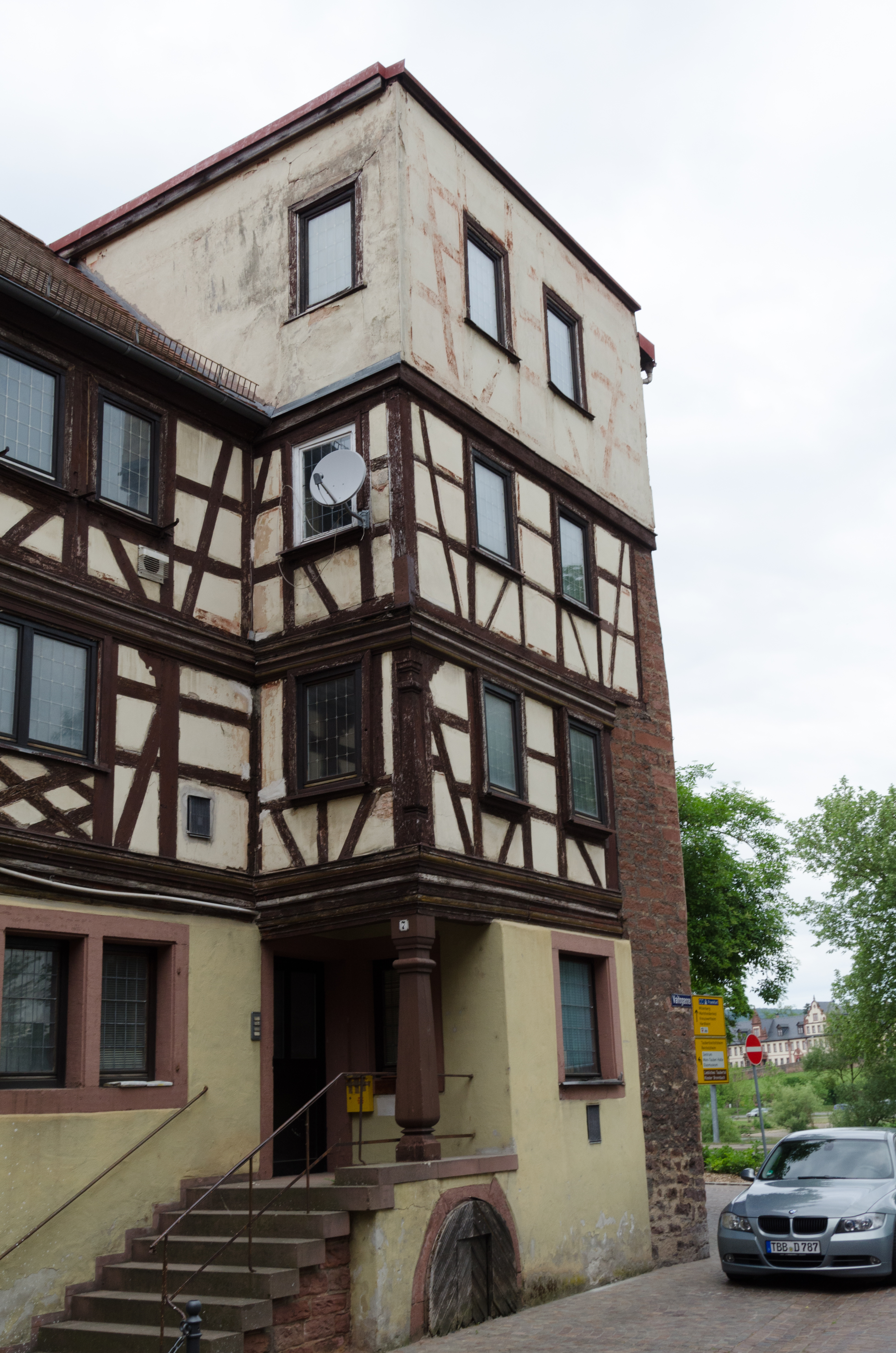
Ehem. „Fürstenhofstatt“, Vaitsgasse 7

- Vier-Morgen-Straße – in der Ortschaft Mondfeld
- Vordere Gasse

## W
- Wacholderbüschlein – in der Ortschaft Bettingen
- Waidpfad – in der Ortschaft Bettingen
- Waldenbergweg – in der Ortschaft Reicholzheim
- Waldflur
- Waldstraße – in der Ortschaft Grünenwört
- Wartbergweg
- Waseweg
- Wassersteinchen
- Wehrgasse
- Wehrkirchstraße – in der Ortschaft Urphar, zur Wehrkirche St. Jakob
- Weidenstraße – in der Ortschaft Sachsenhausen
- Weiherbachweg
- Weinbergstraße – in der Ortschaft Lindelbach
- Weingärtnerstraße
- Welschdorfgasse
- Wenzelplatz
- Werner-Schuller-Straße
- Wertheimer Weg
- Westendstraße – in der Ortschaft Mondfeld
- Wiesenweg – in der Ortschaft Bettingen
- Wildbachstraße
- Wilhelm-Blos-Straße
- Wilhelm-Langguth-Straße
- Willy-Brandt-Straße
- Winterleite – in der Ortschaft Reicholzheim
- Winzerweg – in der Ortschaft Dietenhan
- Wirtsgasse – in der Ortschaft Dertingen
- Wolfsgasse – in der Ortschaft Bettingen
- Wolpertsweg
- Wörtweg – in der Ortschaft Reicholzheim
- Würzburger Straße

## Z
- Zäune – in der Ortschaft Höhefeld

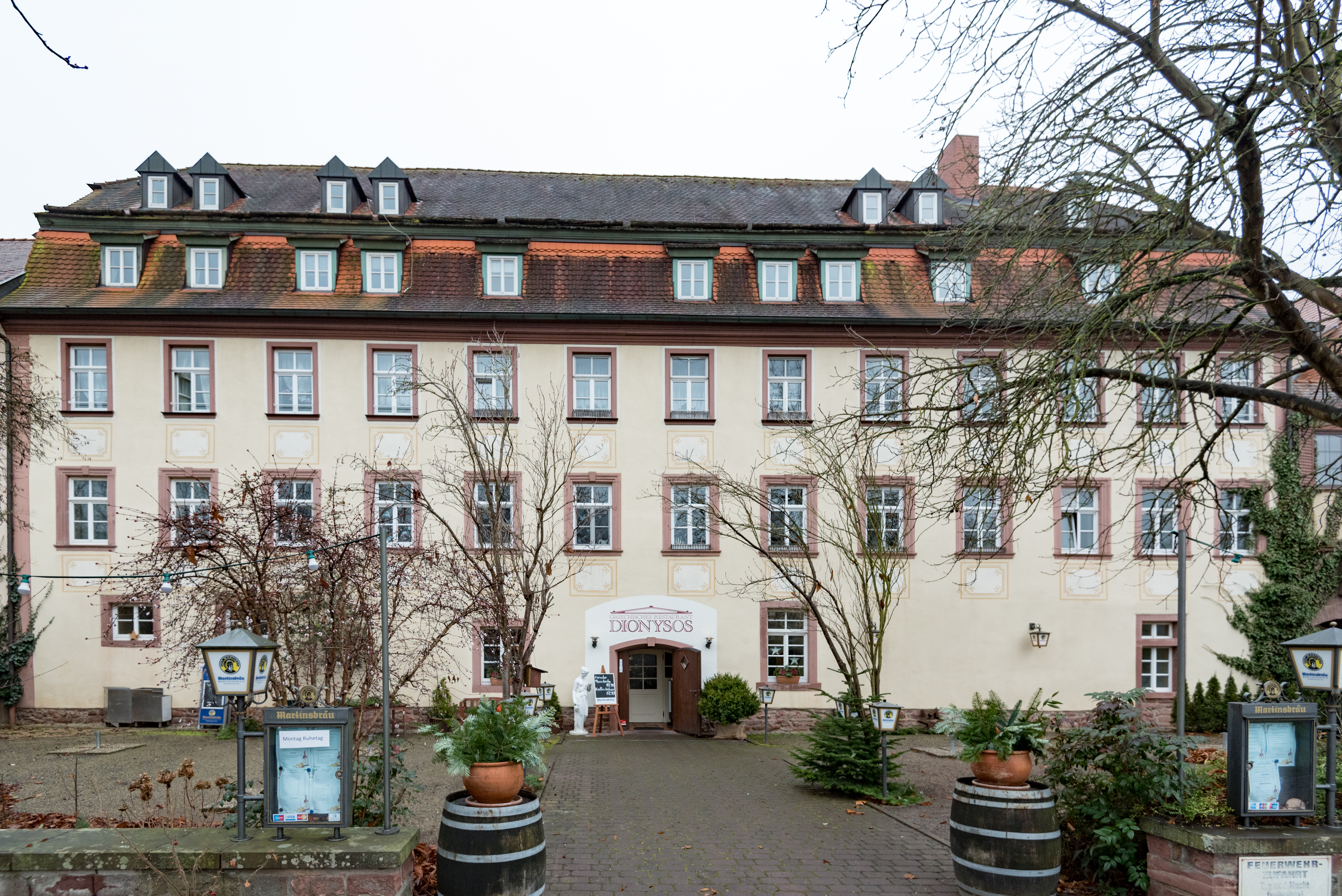
Ehem. Stadthof der Kartause Grünau, fürstlich Löwenstein-Freudenberg´sche Kanzlei und Kleinkinderbewahranstalt,
Zollgasse 10

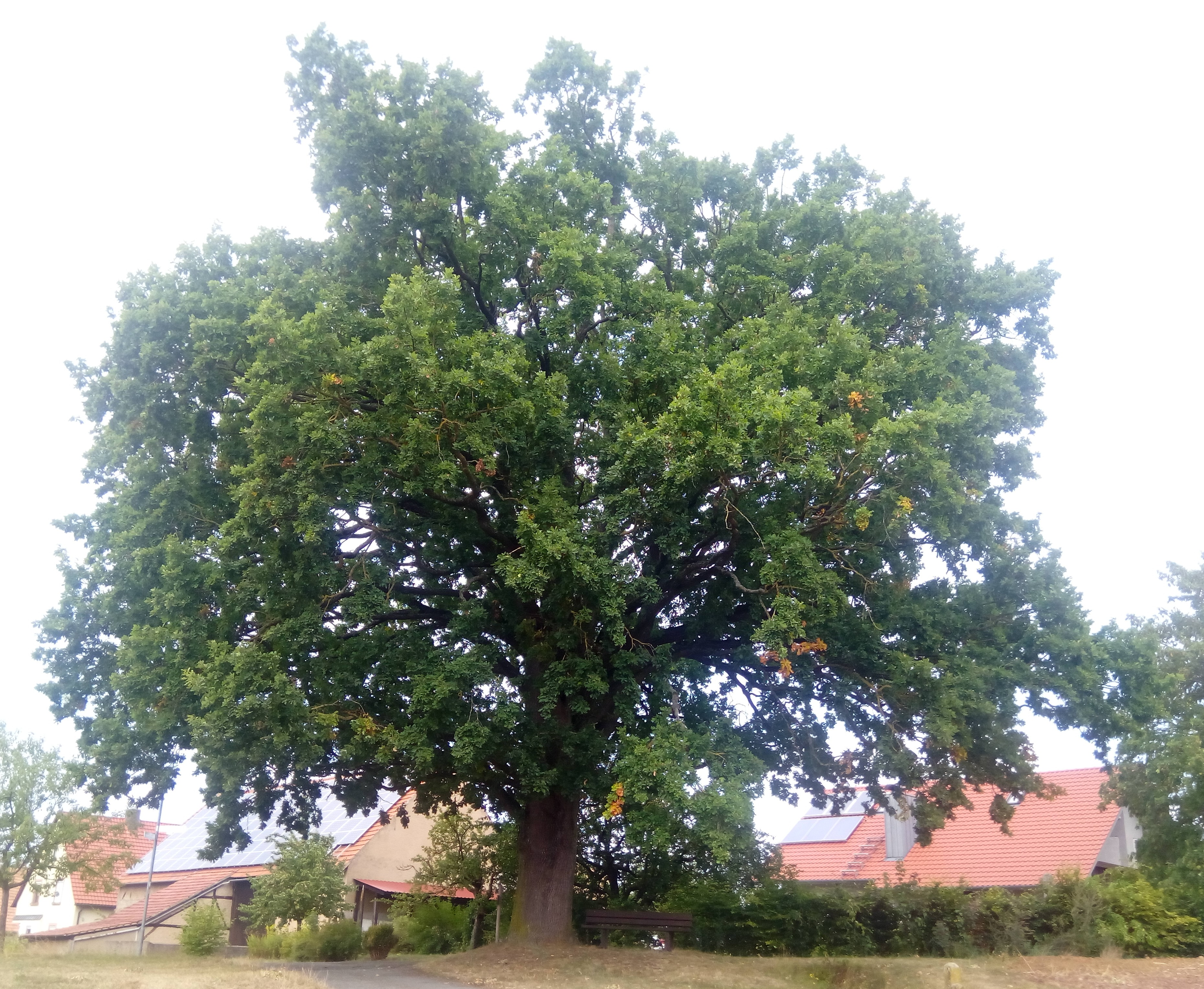
Naturdenkmal 1 Eiche „Luthereiche Steinigt“,
Zur Luthereiche

- Zäunenweg – in der Ortschaft Reicholzheim
- Zehntgasse – in der Ortschaft Dertingen
- Zieglerweg
- Zinsholzstraße
- Zollgasse
- Zollhof
- Zu den Kreuzen – in der Ortschaft Reicholzheim; in Richtung des bekannten Steinkreuznestes bei Reicholzheim, das die größte Steinkreuznestansammlung Süddeutschlands ist,[2][3] mit 14 Steinkreuzen aus Sandstein, die in einer roten Sandsteinstützmauer eingebettet sind. Die Kreuze stehen am alten Höhenweg zwischen Reicholzheim und Bronnbach.[2] Laut Fränkische Nachrichten sei eines der größten Steinkreuzneste der Welt in Reicholzheim zu entdecken.[4]
- Zum Eichholz – in der Ortschaft Sachsenhausen
- Zum Lochholz – in der Ortschaft Urphar
- Zum Mühltal – in der Ortschaft Dörlesberg; in Richtung der Ebenmühle am Schönertsbach, einem linken Zufluss der Tauber
- Zum Ottersberg – in der Ortschaft Reicholzheim
- Zum Satzenberg – in der Ortschaft Reicholzheim
- Zum Schlag – in der Ortschaft Reicholzheim
- Zur Luthereiche – in der Ortschaft Höhefeld, beim Naturdenkmal 1 Eiche „Luthereiche Steinigt“
- Zur Röte – in der Ortschaft Dietenhan
- Zur Steinhelle – in der Ortschaft Dertingen

## Historische Straßennamen
J
- Judengasse – Heute: Gerbergasse

N

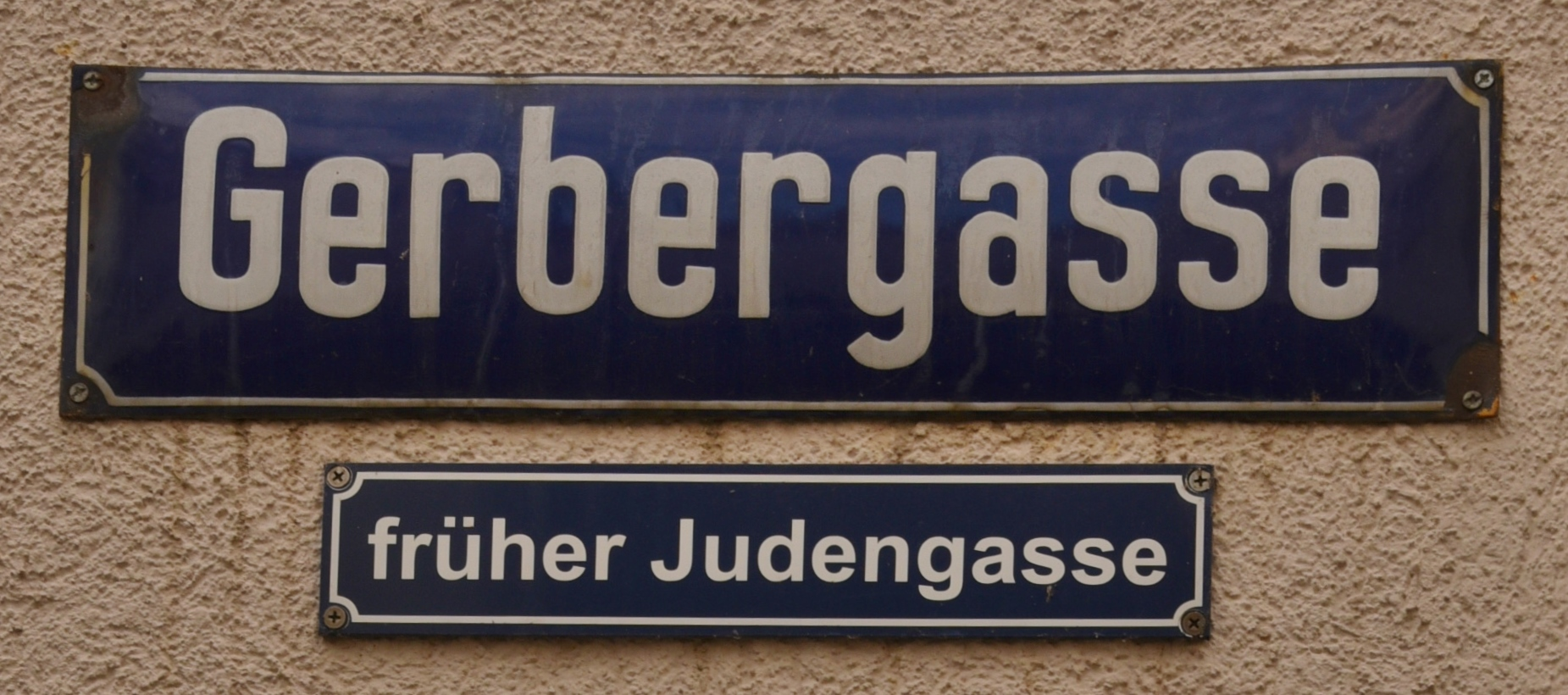
Hinweisschild an der Gerbergasse, früher Judengasse

- Neben-Judengasse – Heute: Wehrgasse

## Rad- und Wanderwege
- Jakobsweg Main-Taubertal
  - Etappe 2: Boxtal – Wertheim.[5]
  - Etappe 3: Wertheim – Gamburg.[5]
- Main-Radweg, Anschluss zum Taubertalradweg
- Panoramaweg Taubertal
  - Etappe 4: Tauberbischofsheim – Wertheim[6]
  - Etappe 5: Wertheim – Freudenberg[6]
- Taubertalradweg, Anschluss zum Main-Radweg